# 평양농업대학
평양농업대학(平壤農業大學, Pyongyang Agricultural College)은 조선민주주의인민공화국 평양직할시에 위치한 대학교로 1981년에 설립되었다.